# Great Ethiopian Run

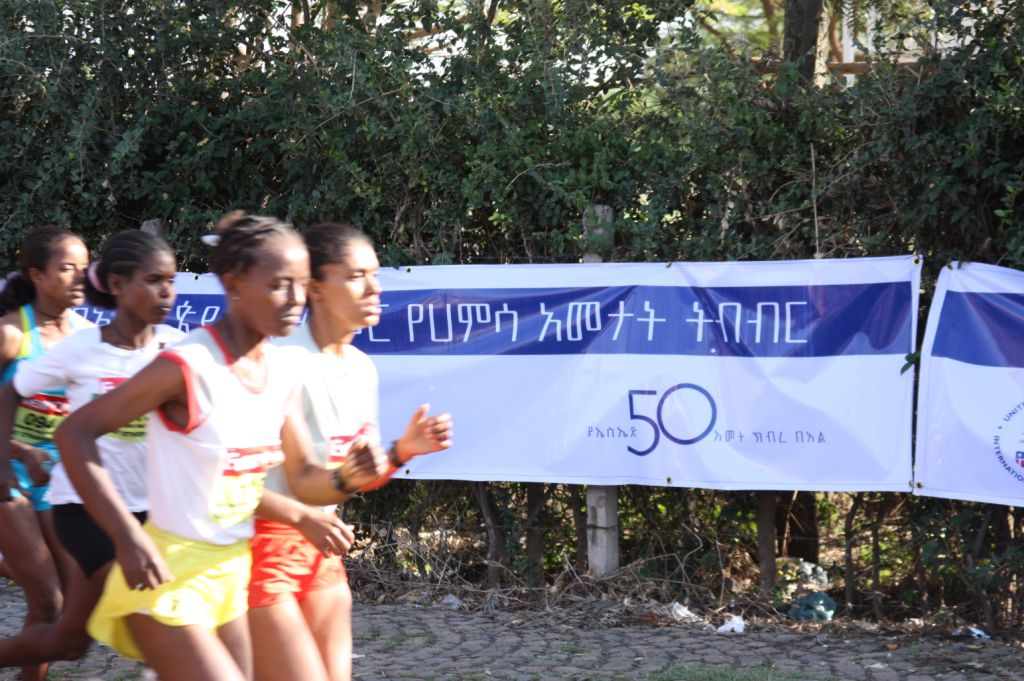
Lopers tijdens de wedstrijd

Great Ethiopian Run (Amhaars:  ታላቁ ሩጫ በኢትዮጵያ?) is een hardloopwedstrijd over 10 km die jaarlijks in de Ethiopische hoofdstad Addis Abeba wordt gehouden.  De wedstrijd vindt plaats sinds 2001.
Doordat Addis Abeba op 2355 meter hoogte ligt zijn de tijden minder snel dan de atleten op lager gelegen parcoursen zouden lopen.

## Geschiedenis
De eerste editie werd gehouden in 2001 en werd georganiseerd om Ethiopië en preventiecampagnes tegen aids te promoten. Deze editie werd gewonnen door meervoudig olympisch kampioen en wereldrecordhouder Haile Gebrselassie. Na het succes van de eerste race werd een non-profitorganisatie opgericht voor het organiseren van de volgende edities. Het aantal deelnemers ging van 25.000 (2005), 30.000 (2007), 35.000 (2010) naar 40.000 (2014). Het is het grootste Afrikaanse hardloopevenement. De wedstrijd is open voor publiek.
Het evenement kende vanaf begin af aan vooraanstaande sponsors, zoals Total (2002-2003), Toyota (2004-2008), Ethiopian Airlines (sinds 2009).

## Parcoursrecords
- Ketema Nigusse - 28.25 (2005)
- Mamitu Daska - 32.16 (2015)

## Winnaars
| Editie | Jaar             | Winnaar                     | Land | Tijd  | Winnares         | Land | Tijd  |
| ------ | ---------------- | --------------------------- | ---- | ----- | ---------------- | ---- | ----- |
| 1      | 25 november 2001 | Haile Gebrselassie          | ETH  | 30.04 | Berhane Adere    | ETH  | 35.07 |
| 2      | 3 november 2002  | Gebre-egziabher Gebremariam | ETH  | 30.15 | Werknesh Kidane  | ETH  | 34.34 |
| 3      | 30 november 2003 | Sileshi Sihine              | ETH  | 29.53 | Tirunesh Dibaba  | ETH  | 34.48 |
| 4      | 28 november 2004 | Abebe Dinkesa               | ETH  | 29.57 | Genet Getaneh    | ETH  | 34.18 |
| 5      | 27 november 2005 | Ketema Nigusse              | ETH  | 28.25 | Genet Getaneh    | ETH  | 33.06 |
| 6      | 26 november 2006 | Deriba Merga                | ETH  | 28.19 | Belaynesh Fikadu | ETH  | 33.03 |
| 7      | 25 november 2007 | Tsegay Kebede               | ETH  | 29.07 | Wude Ayalew      | ETH  | 33.51 |
| 8      | 23 november 2008 | Chala Dechase               | ETH  | 28.55 | Wude Ayalew      | ETH  | 33.31 |
| 9      | 22 november 2009 | Tilahun Regassa             | ETH  | 28.36 | Koren Jelela     | ETH  | 33.03 |
| 10     | 21 november 2010 | Azmeraw Bekele              | ETH  | 29.25 | Sule Utura       | ETH  | 33.35 |
| 11     | 27 november 2011 | Mosinet Geremew             | ETH  | 28.37 | Abebech Afework  | ETH  | 32.59 |
| 12     | 25 november 2012 | Hagos Gebrhiwet             | ETH  | 28.37 | Aberu Kebede     | ETH  | 33.27 |
| 13     | 24 november 2013 | Atsedu Tsegay               | ETH  | 29.21 | Netsanet Gudeta  | ETH  | 33.23 |
| 14     | 23 november 2014 | Azmeraw Bekele              | ETH  | 30.11 | Wude Ayalew      | ETH  | 34.03 |
| 15     | 23 november 2015 | Tamirat Tola                | ETH  | 28.44 | Mamitu Daska     | ETH  | 32.16 |
| 16     | 20 november 2016 | Abe Gashahun                | ETH  | 28.54 | Fonten Tesfaye   | ETH  | 33.09 |